# Pseudophilanthus taeniatus
Pseudophilanthus taeniatus là một loài ong trong họ Melittidae. Loài này được Alfken miêu tả khoa học đầu tiên năm 1939.